# Wilson Sanabria
Wilson Sanabria Mendoza (18 de agosto de 1949 - Maldonado, 30 de septiembre de 2015) fue un productor rural, empresario y político uruguayo. 
Productor rural y empresario. Diputado y tres veces Senador, perteneciente al Partido Colorado. En las elecciones de noviembre de 1989 fue elegido diputado por el Foro Batllista. En 1994 y 1999 fue elegido senador. 
Contrajo matrimonio con Esmeralda Barrios Fígolí. Padre de tres hijos. Su hijo Francisco Sanabria fue diputado del Partido Colorado por Maldonado.
Se suicidó el 30 de septiembre de 2015 a los 65 años, en Maldonado.